# Emo
Emo oder Emocore (von englisch Emotional Hardcore auch genannt Emotive Hardcore [ˈiːmoʊ] bzw. auch [ˈeːmo] (dt.)) ist ein Subgenre des Hardcore Punks, das sich inhaltlich durch die stärkere Betonung von Gefühlen, wie z. B. Verzweiflung und Trauer, sowie durch die überwiegende Beschäftigung mit gesellschaftlichen, politischen und zwischenmenschlichen Themen auszeichnet.
Seit den 2000er Jahren wird mit Emo auch eine jugendkulturelle Modeerscheinung bezeichnet, die mit dem gleichnamigen Musikstil allerdings nur mittelbar in Verbindung steht.

## Definition
Generell gestaltet sich die Definition von Emo schwierig, weil die Genre-Bestimmung und die daraus resultierende musikalische Einteilung innerhalb der Hardcore/Punk-Szene – zumindest in den Anfangstagen – nicht in diesem Maße vorhanden war. Viele sehen den Begriff – ähnlich wie beim Grunge – als einen von außen hineingetragenen Musikbegriff für eine Art von Musik, die so gar nicht abgrenzbar ist.
Guy Picciotto, der unter anderem in der Band Rites of Spring spielte, sagte dazu in einem Interview:
Zu Beginn der 2000er Jahre entstand die Jugendkultur Emo, die sich auf bestimmte Haarschnitte und Kleidungsstücke bezieht, die ursprünglich von bestimmten, dem Genre assoziierten Bands getragen wurden. Heute werden mit dieser Subkultur allerdings zumeist Bands in Verbindung gebracht, die im engeren Sinne nicht dem Musikgenre Emo angehören.

## Geschichte

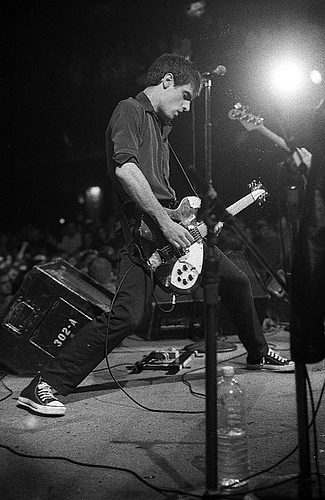
Rites of Spring gilt als Pionierband des Genres (1995)

Als Ursprung von Emo gilt die sogenannte Washington-D.C.-Hardcore-Punk-„Schule“, die neben den Westcoast-Gruppen und später dem New York Hardcore (NYHC) als die wichtigste und stilbildendste in der Hardcore-Bewegung gilt. Bands wie Minor Threat, Government Issue oder auch die frühen Bad Brains prägten den Hardcore-Punk aus Washington. Schon Anfang der 1980er Jahre suchten einige Musiker der Hardcore/Punk-Szene nach Wegen, um auf die zunehmende Härte und den Machismo in Teilen der Hardcore-Szene zu antworten – Umgangsformen, die nicht viel mit den Hardcore-Idealen zu tun haben.
Stattdessen wollten sie offen Emotionen und Gefühle zeigen und dies auch in ihren Songs verarbeiten. Dies war – trotz aller fortschrittlicher Gedanken – in der damaligen rauen, eher pessimistisch denkenden Hardcore-Szene verpönt.
Als wichtiger Wegbereiter gilt die Band Rites of Spring, die Mitte der 1980er Jahre aktiv war. Vorher hatte schon die Band Hüsker Dü aus Minneapolis emotionale Passagen in ihre Lieder eingebaut und Liebe und Verzweiflung thematisiert. Nachdem Rites of Spring sich auflösten, formierten sich wenig später die Bands Embrace und Fugazi, die beide zu den wichtigsten Bands im Emo und Post-Hardcore-Bereich zählen.
Ende der 1980er Jahre bildeten sich weitere Bands wie Nation of Ulysses, Shudder to Think und Fire Party, die den Post-Hardcore/Emo weiterentwickelten.

“The summer of 1985 becomes known as ‘Revolution Summer’ when […] bands forms out of the DC punk musician pool with diverse rock sounds – Three, Gray Matter, Soulside, Ignition, Marginal Man, Fire Party, Rain, Shudder to Think, etc. […] These bands’ sound eventually becomes known as the classic ‘D.C. sound’.”

Vor allem die ebenfalls zu dieser Zeit existierende Band Moss Icon trug zum Sound des Emos bei. So wurde das – heute bekannte – Laut-/Leiseschema und der Wechsel zwischen geschrienem und clean gesungenem Gesang von vielen nachfolgenden Bands übernommen (siehe unten).
Andy Radin, ehemaliger Bassist bei der Screamo-Band Funeral Diner, beschreibt den Stil und Einfluss von Moss Icon so:

“Moss Icon strips the ‘emo’ element down to the core, and adds a great deal of intricate, arpeggiated guitar melody (by Tonie Joy, later of Born Against, Lava, Universal Order of Armageddon, etc.) with a strong focus on loud/soft dynamics. The vocals, too, break new ground by building up to actual top-of-the-lungs screaming at songs' climaxes.”

Nach einiger Zeit entstanden auch in anderen Hardcore-Zentren Emo-Bands, an der Westküste sowie an der Ostküste, vor allem rund um New York.
Zum einen bilden sich Ende der 1980er bzw. Anfang der 1990er Jahre New Yorker Emo-Bands, wie die einflussreiche Band Policy of 3 oder auch die kurze Zeit existierende Native Nod, sowie Bands mit einem härteren Emo-Sound, von denen Merel zu den Bekanntesten gehörten. An der Westküste bildeten sich zum anderen in etwa zur selben Zeit Emo-Bands wie etwa Still Life, als auch Bands wie Heroin, Indian Summer, Antioch Arrow, Universal Order of Armageddon und Swing Kids, die ebenfalls einen härteren Emo-Stil spielten. Der Sound der härteren Emo-Bands entwickelte sich – wie auch der der härteren New Yorker Bands – später zum Screamo (siehe hier). Teilweise werden auch schon diese Bands damit beschrieben. Vorher hatten schon Bands aus dem Bereich Punkrock und Melodic Hardcore, etwa Jawbreaker und Dag Nasty, in ihren Stil Emo-Elemente integriert.
Weiterhin folgten gegen Ende des Jahrhunderts weitere Bands, wie etwa die einflussreichen Four Hundred Years oder auch Falling Forward, die den „typischen“ Emo-Sound weiter festigten. Im Screamo-Bereich bildeten sich ab Mitte der 1990er Jahre mit Saetia, Funeral Diner und andere musikalisch bedeutende Bands.
In jüngerer Vergangenheit existierten bzw. existieren mit Sleepytime Trio, Life at These Speeds, Wolves, Sinaloa, Daniel Striped Tiger, Catena Collapse oder … Who Calls So Loud zahlreiche Bands des klassischen Musik-Genres.

### Entwicklung in Deutschland

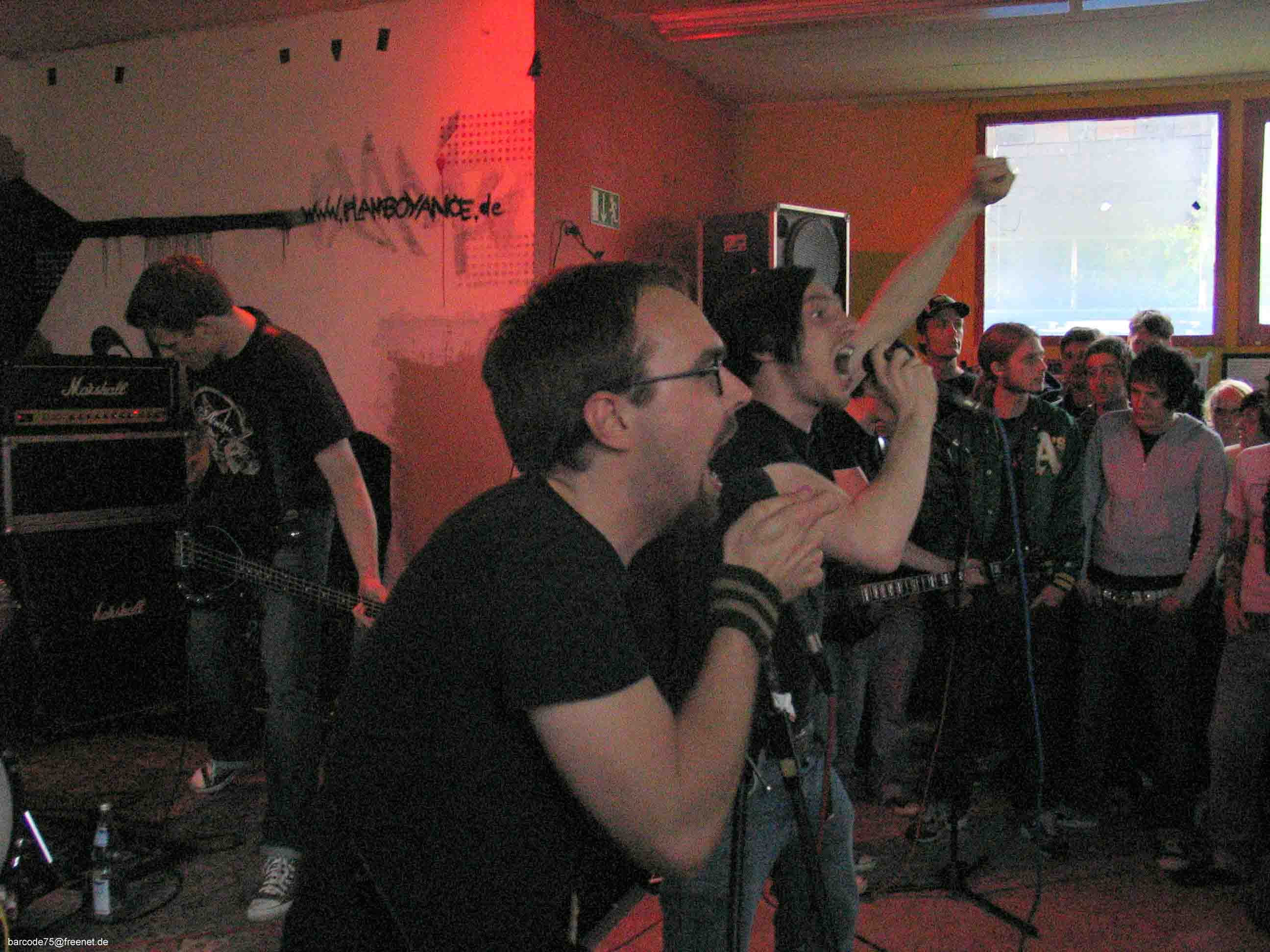
Die Emo-/Hardcore-Punk-Band Kurhaus (2005)

Auch in Deutschland taten sich zusehends inhaltliche Zweifel an gängigen subversiven Politstrukturen auf, die dann auch ihr kulturell-musikalisches und identitäres Ventil suchten und in Emo als Ausdrucksweise fanden.
Einer der ersten deutschen Schwerpunkte lag 1997/98 in Göttingen, einer Antifa-Hochburg. Dieser wurde wesentlich von den Bands El Mariachi und Katzenstreik geprägt. Einflussreich waren aber auch Bands aus anderen Teilen Deutschlands die zum Teil seit Beginn der 2020er, besonders durch die Sozialen Medien, wieder Anklang fanden. Dazu gehören Bands wie Maggat, 125 Rue Montmartre und Reno Kid.
So war auch die zumeist mit dem Genre in Verbindung gebrachte Punk-Gruppe Turbostaat oder die Screamoband Yage in Samplerprojekte aus der Universitätsstadt in Südniedersachsen verwickelt. Zu den üblichen Labels bei denen Emobands unter Vertrag standen bzw. stehen gehören vor allem das ebenfalls aus Göttingen stammende und bis zur Auflösung 2011 in Köln ansässige Label unterm durchschnitt oder das in Hamburg ansässige DIY Label Zeitstrafe das bis heute (Stand: August 2025) noch aktiv ist. Bands die bei jenen Labels unter Vertrag standen bzw. stehen sind u. a. Captain Planet, Jet Black, Adolar, Syn*Error und Mikrokosmos23.
Eine gewisse Vorreiterrolle für den deutschsprachigen Raum kam hierbei auch den Bands Angeschissen und Boxhamsters zu, die, ihrerseits von amerikanischen Emocore-Vorläufern wie Rites of Spring und Embrace inspiriert, für viele Bands, die versuchten, den gängigen Deutschpunk-Klischees zu entkommen, einen wichtigen Einfluss darstellten. Trotz einiger hörbarer Parallelen zum amerikanischen Post-Hardcore- und Emo-Umfeld war der deutschsprachige Stil dieser Bands jedoch eigenständig und entwickelte sich relativ deutlich und schnell in Richtung deutschsprachigen Post-Punk, Post-Rock bzw. Alternative Rock weiter.
Erst seit Ende der 1990er Jahre existieren in Deutschland Emobands, die zum Teil auch international bekannt sind. Gerade im Screamo-Spektrum, das weniger US-zentriert ist, existiert etwa mit den 1998 gegründeten Yage eine deutsche Band, die international Maßstäbe setzte. Ein Großteil der deutschen Emobands war bis Mitte der 2010er eher dem härteren Emo bzw. Screamo als den vom klassischen D.C.-Hardcore oder von Post-Punk und Indierock beeinflussten Formen zuzuordnen.

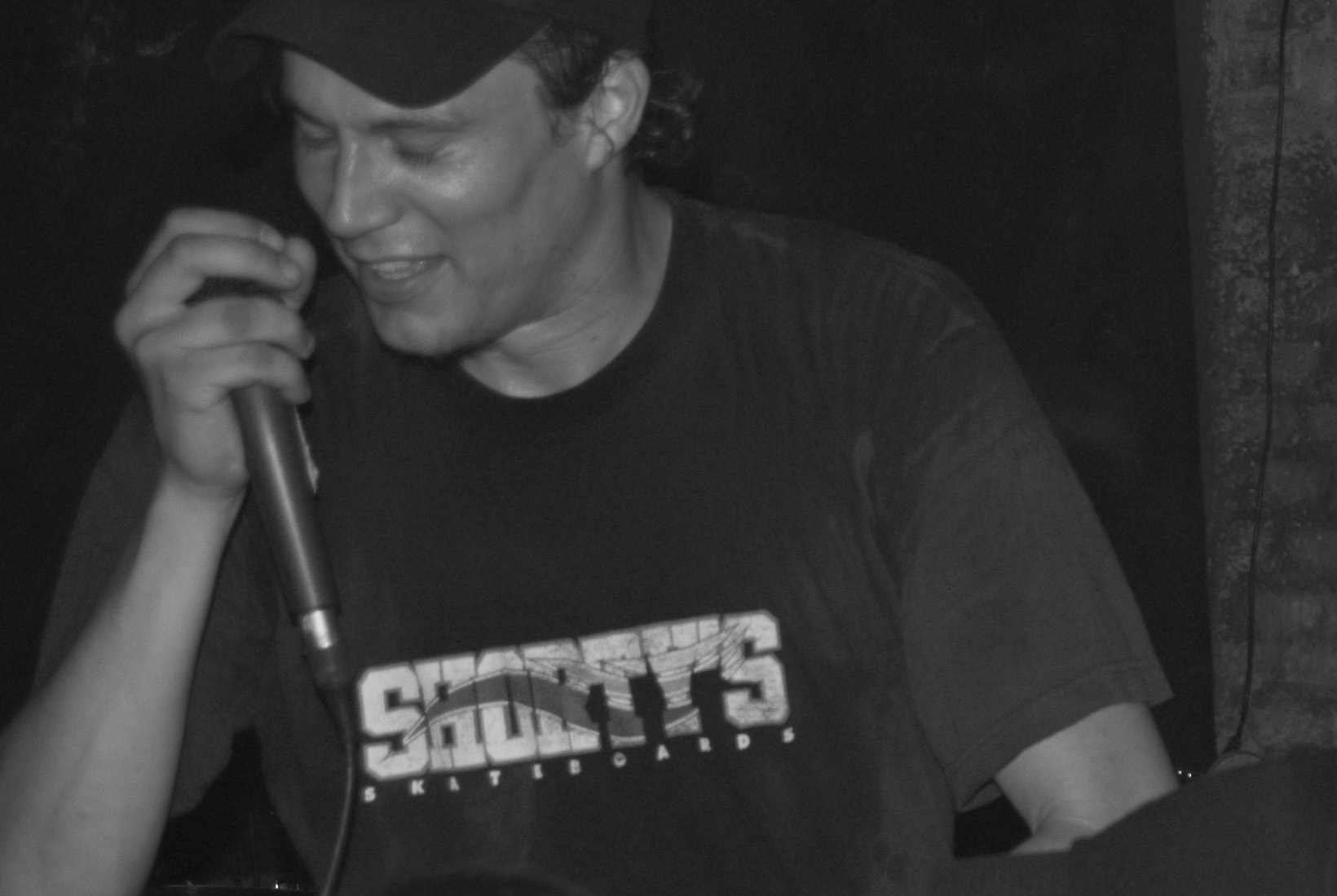
Sänger André der deutschen Screamo-Band Andorra Atkins 2007

Gerade Screamobands wie Jet Black, Escapado oder andorra~atkins (früher Kill.Kim.Novak) konnten in Vergangenheit für ihre Verhältnisse gewisse kommerzielle Erfolge verzeichnen. Größere Band-Szenen existierten darüber hinaus etwa in und um Hamburg (Escapado, Kurhaus, Captain Planet, Matula oder auch The Town of Machine), Berlin (Syn*Error, Malatesta, It.Is.Imperative) oder Nordrhein-Westfalen bzw. dem Ruhrgebiet (Yage, andorra~atkins, Coming Up for Air).

### Emo und Indierock
In den neunziger Jahren wurde der Begriff Emo zunehmend auch für einige Bands verwendet, die stärkere Einflüsse aus dem Bereich des Indie-Rock in ihre Musik integrierten. Emo wurde zum Ende der Achtziger zum Teil experimenteller und nahm immer mehr Merkmale des ebenfalls aus Hardcore/Punk-Kreisen entstanden Indierocks auf. Gerade der Sound von Post-Hardcore-Bands, etwa Fugazi und Hoover, diente vielen Bands dabei als Inspiration. Weitere Bands, die den Indierock-lastigen Emo prägten bzw. prägen, sind vor allem The Get Up Kids, Texas Is the Reason, The Promise Ring.
Dennoch ist die Einordnung in das Genre Emo wegen der sehr vagen musikalischen Merkmale und Gemeinsamkeiten etwa mit anderen Emo-Bands nicht unumstritten. Auch die Bands selbst sehen ihre Eingruppierung in eine Hardcore-Punk-nahe Musikrichtung sehr skeptisch. So äußerte Tom Linton, Gitarrist der ebenfalls diesem Indierock-Emo zugerechneten Band Jimmy Eat World, in einem Interview 2007:

„Wir haben zwar Emo aus den achtziger Jahren gehört, werden aber nicht gerne mit diesem Label versehen, weil es eben woanders herkommt als wir. […] wir haben uns immer nur als Rockband auf der Suche nach dem perfekten Song verstanden“

### Emo als Label für Post-Hardcore, Metalcore und Alternative Rock
Gerade im Zuge des jugendkulturellen Modetrends Emo wurden und werden viele – teilweise kommerziell sehr erfolgreiche – Bands, die musikalisch stärker dem Alternative Rock, Post-Hardcore oder Metalcore zugeordnet werden, mit Emo beschrieben. So gründete sich 2002 die später erfolgreiche Band Funeral for a Friend, deren Stil musikalisch und inhaltlich nicht mehr viel mit dem Emo-Sound zu tun hatte. Dennoch galt sie gerade unter Jugendlichen und in der Musikpresse als Inbegriff des Genres, was oft als undifferenziert oder gar falsch angesehen wurde. Deren Sound machten sich viele nachfolgende Bands zu eigen. Ebenfalls 2002 entstand beispielsweise auch Silverstein, deren Stil genauso stark mit dem Genre umschrieben wird, jedoch nur noch mittelbar mit diesem zu tun hat.

## Stil
Generell ist eine stilistische Beschreibung von Emo wegen der Differenzierung innerhalb, gerade auch mit Blick auf die eher vom Indierock geprägten Emobands, schwierig. Das Hauptaugenmerk liegt deshalb auf dem klassischen „emotional Hardcore“.
Die Ursprünge des Emos liegen im D.C. Hardcore Anfang der 1980er Jahre und den Mitte der 80er entstehenden Post-Hardcore-Gruppen gleichermaßen. Gerade in den 1990er Jahren festigte sich der Emo-Stil. Als stilprägend gelten bis heute unter anderem:
- Policy of 3
- Indian Summer
- Still Life

Charakteristisch für den Emotional Hardcore ist etwa der Gesang. Üblicherweise wechselt dieser zwischen melancholisch bis anklagend und traurig vorgetragenen (selten Sprech-)Parts und explosiveren emotional halbgeschrienen und geschrienen Momenten. Gerade die Band Moss Icon prägte dieses Schema stark mit. Dabei sind die Parts zwischen den Bandmitgliedern weder besonders verteilt, noch ist der Wechsel vom Ruhigen ins Lautere immer klar zu erkennen. Ein oder mehrere Sänger wechseln im selben Atemzug oft zwischen wispern und schreien.
Bei Andy Radin ist zu lesen:

“The vocal style is usually much more intense […] ranging from normal singing in the quiet parts to a kind of pleading howl to gut-wrenching screams to actual sobbing and crying.”

Gerade im Screamo, bei dem hauptsächlich aggressives Schreien zum Einsatz kommt, ist der Wechsel im Gesang noch stärker ausgeprägt und erstreckt sich zwischen ganz leisen, teilweise fast weinend gesungenen oder gesprochenen Wörtern bis hin lauten aggressiv geschrienen Texten.
Die Songstruktur ist nicht immer geradlinig, wobei ein Schema mit Strophe und Refrain teilweise schwerer, bei Screamo-Bands überhaupt nicht mehr, zu erkennen ist. Weiterhin sind neben klassischeren Hardcore-Punk und Punk-Rhythmen relativ komplizierte Figuren mit teilweise unüblichen Takten, gerade bei den langsamen Parts, verbreitet.
Außerdem spielt der Oktav-Akkord gerade beim Spiel der Gitarren eine Rolle: „One of the most recognizable and universal elements of emo shows up in the guitar sound of this style: the octave chord.“ Weiterhin sind auch Dissonanzen prägend. Die Verzerrung orientiert sich dabei stärker am „schrammligeren“ D.-C.-Hardcore-Sound.
Inhaltlich geht es vorwiegend um persönlichere und emotionalere Sichtweisen, klassische und einfach dargestellte Themen über Liebeskummer, die verlorene Liebe und Ähnliches finden sich jedoch kaum. Stattdessen sind (links-)politische und gesellschaftliche Sichtweisen, die unter einem persönlichen Aspekt betrachtet werden, als auch Beziehungen zwischen Menschen als Themen präsent, wobei in der Mehrzahl melancholische bis wütende und verzweifelte Ansichten vorherrschen. Die Texte sind oft abstrakter gehalten und meistens nicht ganz einfach zu entschlüsseln. Oftmals wirken die Texte auch wie „nur“ aneinander gereihte Satzfetzen oder Wörter:

“Lyrics tend toward somewhat abstract poetry, and are usually low in the mix and hard to decipher. Record inserts have lyrics, but often so disorganized and haphazard that they’re very difficult to read.”

## Screamo

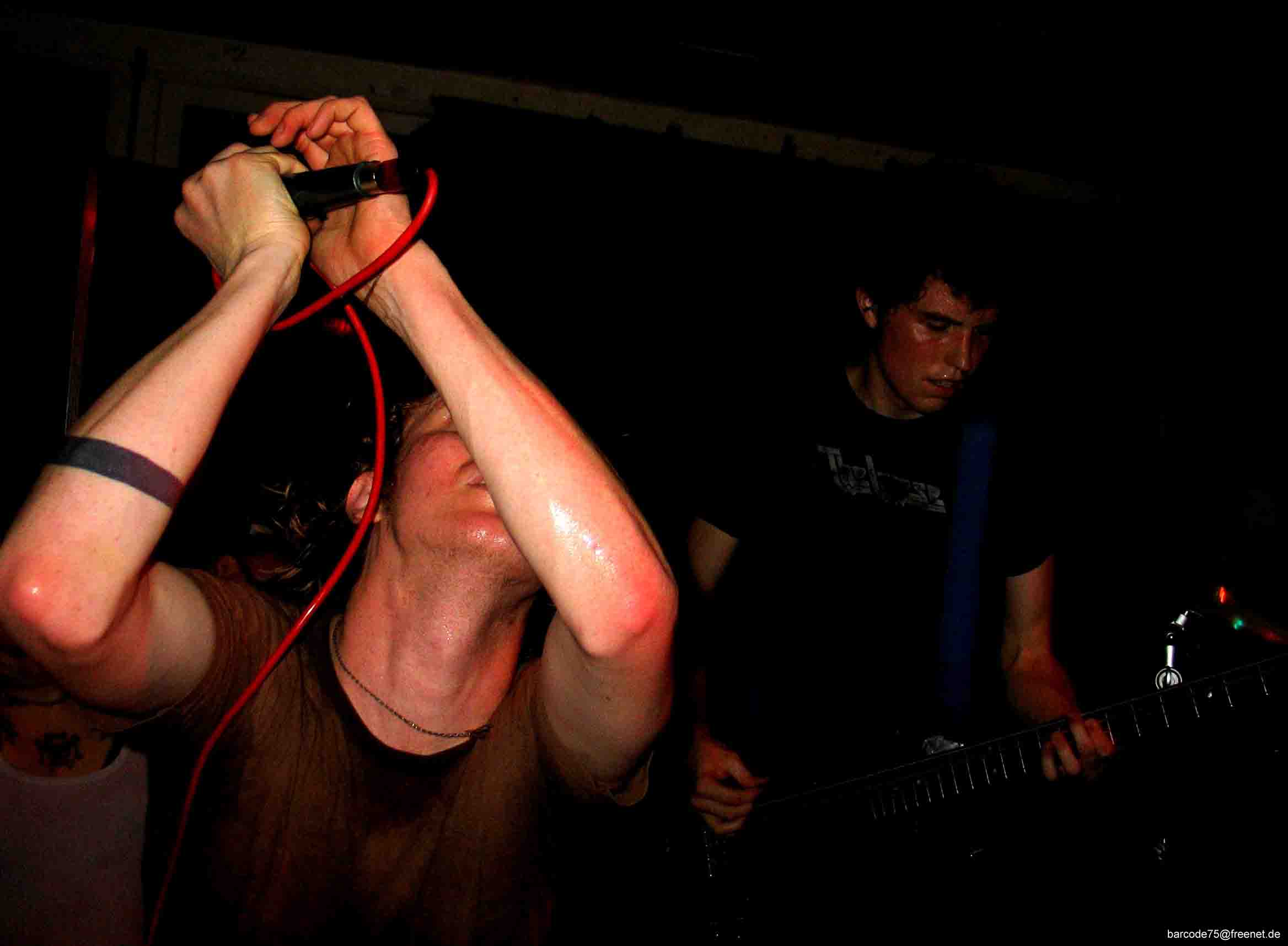
Die Screamo-Band Funeral Diner live in Deutschland (2005)

Entstanden sind die meisten Screamo-Bands Ende der achtziger bzw. Anfang der neunziger Jahre. Im gewissen Sinne lässt dies die Vermutung zu, dass die Entwicklung von Screamo eine, sich auf die Hardcore-Wurzeln berufende, Reaktion auf den stark vom Indie-Rock beeinflussten Emo darstellt.
Als Ursprungsorte gelten vor allem die anderen beiden großen Hardcore-Schulen – die Westküste um Kalifornien und New York / New Jersey. Als wichtigste Vertreter des Genres wären hier Orchid, Envy, Saetia und Funeral Diner zu nennen.
In Deutschland gelten etwa die Band Yage oder auch Jet Black, Escapado und andorra~atkins als wichtigste Vertreter des Genres.
Musikalisch gesehen nimmt das Schreien (sehr selten auch Brüllen) von Emotionen und emotionalen Texten die Leadfunktion des Sängers ein. Zwischendurch gibt es clean – oft übertrieben emotional – gesungene und gesprochene Parts. Im Gegensatz zum „normalen“ Emo, bei dem das Verhältnis eher zum „cleanen“ als zum geschrienen Gesang tendiert, ist dies beim Screamo eindeutig entgegengesetzt. Die Songs wirken oft chaotisch, wobei eine klare Songstruktur mit Refrain, Strophe etc. kaum zu erkennen ist. Dabei lässt sich eine gewisse Verwandtschaft zum Grindcore erkennen.

## Politik,Straight EdgeundD.I.Y.(Do it yourself)
Obgleich Emo als Subgenre eher persönliche Probleme anspricht, sind viele Emobands auch linkspolitisch positioniert. Teilweise kann diese Verbindung von Emo-Band und Politik sicherlich auch vor dem Hintergrund der Abgrenzung vom kritisierten Tough-Guy-Hardcore als auch von rechten, nicht emanzipatorischen Einstellungen, die im Hardcore-Punk aufkamen, gesehen werden.
Die aus New Jersey kommende Band Policy of 3 erklärte die Gründung der Band, auch aus politischer und szenebezogener Sicht, wie folgt:

“The real motivation behind the band and the urgency directed to our music probably had more to do with the absurdities which were frequently and consistently expelled from the hardcore/punk scene before and during our early days as a band. This was a time of skinheads and the spectacular implosion of the straightedge scene on the East Coast when the self-righteous fell off the wagon. This was a time of Hare Krishna and vegan facism […] This was a time of creeping commercialism and slick professionalism. This was a time when hardcore bands praised the Gulf War.”

Vielfach lässt sich die politische Einstellung auch anhand von Bandnamen aufzeigen. So steht etwa der Name der Emo-Band Four Hundred Years für Four Hundred Years of Slavery (dt. ‚Vierhundert Jahre Sklaverei‘) und bezieht sich damit auf die im 16. Jahrhundert beginnende Unterdrückung, Auslöschung und Zurückdrängung der indigenen Völker. Mit dem Namen Policy of 3 ist ein Zusammenschluss dreier chinesischer Bauern gemeint, der sich gegen die feudale Unterdrückung in China Ende der 1930er auflehnte. Die Swing-Jugend, nach der sich die Band Swing Kids benannte, war die sich mit Swing-Jazz identifizierende rebellische und oppositionelle Jugendkultur, vor allem während der Nazizeit. Zudem sind sowohl Albentitel als auch viele Songs durch politische und sozialkritische Themen charakterisiert.
So sind vor allem auch der Gedanke der Unkommerzialität und des D.I.Y., wie sie auch im Hardcore Punk und Punk anzutreffen sind, Ausdruck eines politischen Bewusstseins. Viele Emobands bzw. die Szene verstehen sich auch als Teil der D.I.Y.-Hardcore-Punk und -Punkszene.
City of Caterpillar etwa sagten dazu in einem Interview 2003:

„Für uns als Band ist DIY natürlich ganz essentiell. Wir alle sind mit Punkrock groß geworden und DIY-Einstellung war immer ein integraler Bestandteil davon.“

Weiterhin veröffentlicht ein Großteil der Emo-Bands ihre Alben bei kleinen Szene-Independent-Labeln oder bringt sie selbst heraus. Die CDs und vor allem Schallplatten werden oft in kleinen Stückzahlen produziert und mit kreativen und aufwändigen Artworks versehen. Teilweise verzichten einige Band, wie Catena Collapse oder Policy of 3, sogar auf die Veröffentlichung auf CD und bringen nur LPs/EPs heraus. Gerade auch im Screamo-Bereich ist dies genauso anzutreffen.
Die Emo-/Post-Hardcore Band Daniel Striped Tiger erklärt D.I.Y. für sich in einem Interview folgendermaßen:

“The DIY scene has always been important to us as kids and musicians. The community is really strong and positive.”

Andere Einstellungen und Meinungen, die beim Hardcore Punk üblich sind, wie etwa Veganismus, die Beschäftigung mit Tierrecht/Antispeziesismus und Tierbefreiung werden auch von Emo-Bands, hier vor allem auch Sinaloa, gelebt und aktiv propagiert.
Policy of 3 waren zudem beispielsweise eine wichtige Straight-Edge-Band. Auch andere Akteure im Emobereich verstehen sich als Straight Edge.
So schrieb etwa Kent MacClard, Gründer und Eigentümer von Ebullition Records, zur XXX – some ideas are poisenous-Compilation:

“I have been straight edge for more than half of my life; twenty years and counting. […] I also wanted to point out that many straight edge bands are not caught up in the stereotype of mosh and regurgitated Youth of Today songs. Straight edge to me was never about belonging to the crew or trying to fit in with some preconceived idea of existence. Instead I believe straight edge to be a deeply personal philosophical choice that will effect your life in both good and bad ways for the rest of your days on the planet.”

## Labels
Wie schon erwähnt, ist der D.I.Y.-Gedanke auch bei vielen Emobands vorhanden – und so gibt es viele kleinere unabhängige Labels, die auch zu den hauptsächlichen Veröffentlichern von Bands des Genres gehören. So zum Beispiel:
- Dischord Records, von Ian MacKaye gegründetes Label aus Washington D. C.
- Ebullition Records, das kalifornische Label für stark D.I.Y.-geprägten Emo, Screamo und Hardcore-Punk
- Lovitt Records, das Washingtoner Vorort-Label für Emo, D.C. Hardcore und Indierock
- Level Plane Records, aus New York kommendes traditionsreiches Screamo- und Emolabel
- Jade Tree Records aus Delaware

In Deutschland sind vor allem zu nennen:
- unterm durchschnitt, in Göttingen gegründetes und heute in Köln ansässiges Label für Screamo, Emo, Noise und Hardcore-Punk
- Zeitstrafe Records, Label für Hardcore-Punk, Emo/Screamo und Punk aus Kiel
- adagio830 Records aus Berlin, Label für Screamo, Emo Violence, Hardcore-Punk und Grindcore, das auch einige Platten ausländischer Gruppen veröffentlicht